# Bozzai
Bozzai es un pueblo ubicado en el distrito de Szombathely, condado de Vas, Hungría.

## Superficie
Posee una superficie de 4,430 kilómetros cuadrados.

## Demografía
Hasta 2022 la población era de 292 habitantes, con una densidad de población de 65,91 habitantes por kilómetro cuadrado.